# 鏡ヶ宿古墳
鏡ヶ宿古墳（かがみがしゅくこふん）は、広島県三次市上布野町にある古墳。形状は円墳と推定される。三次市指定史跡に指定されている。

## 概要

石室俯瞰図

石室展開図

広島県北部の三次盆地北縁、出雲地方へと抜ける旧出雲街道付近に築造された古墳である。現在は墳丘が流失し、石室も半壊・露出した状態で遺存する。2001年（平成13年）に現状確認の地形測量調査が実施されている。
墳形は明らかでないが、円形と推定され、直径12メートル・高さ3-4メートルを測る。埋葬施設は無袖式の横穴式石室で、南方向に開口する。石室は長さ6.2メートル・幅1.5メートル・高さ1.7メートルを測る。石材には大型の平石を使用し、床面は開口部付近・中央付近の2ヶ所で仕切石で区画する。出土品としては須恵器が知られる。築造時期は古墳時代終末期の7世紀前半-中葉頃と推定される。
古墳域は1961年（昭和36年）に三次市指定史跡に指定されている。なお、付近では4-5基の古墳があったといわれるが、現在は東約100メートルに1基のみが遺存する。

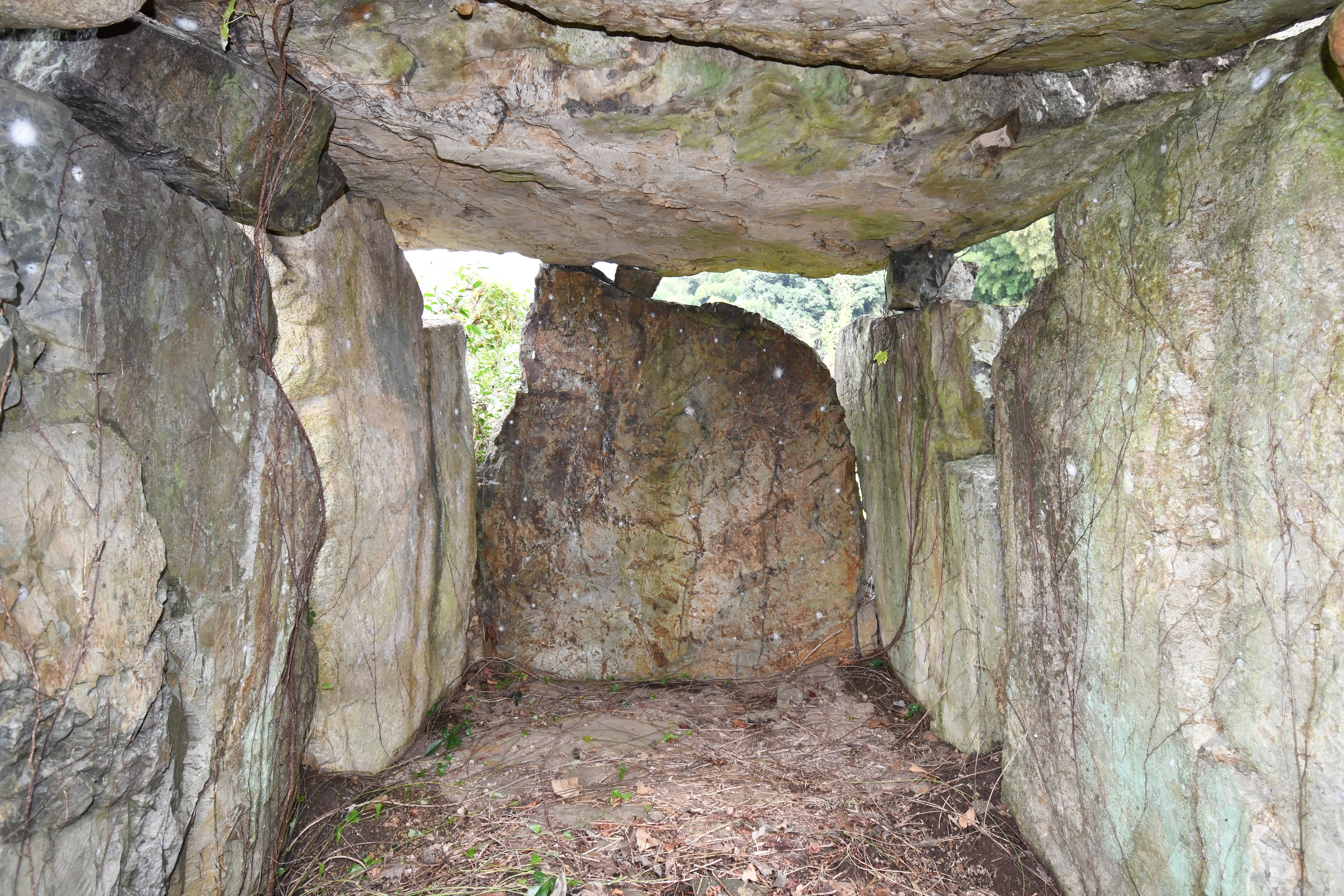
奥付近（奥壁方向）
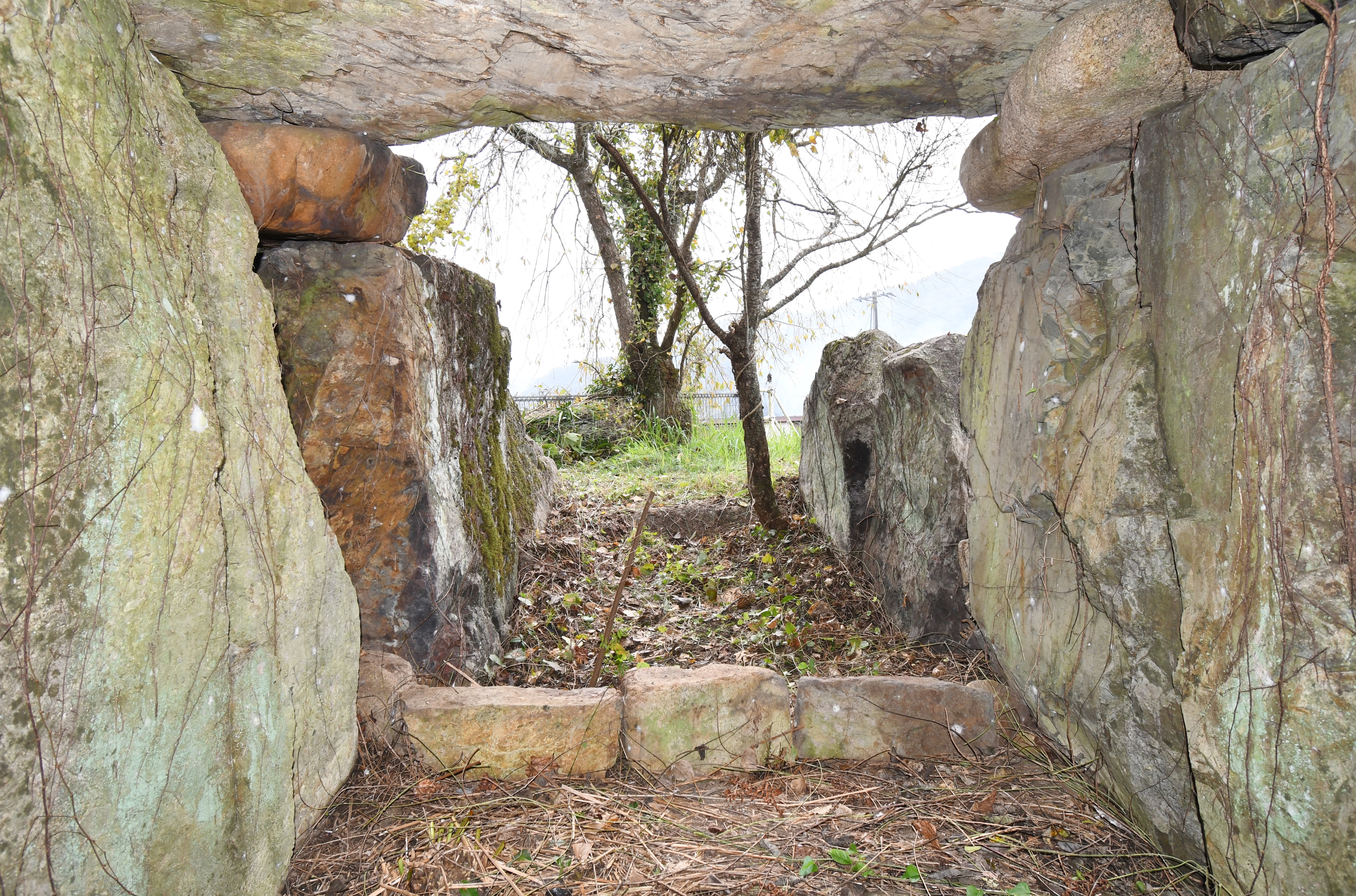
奥付近（開口部方向）
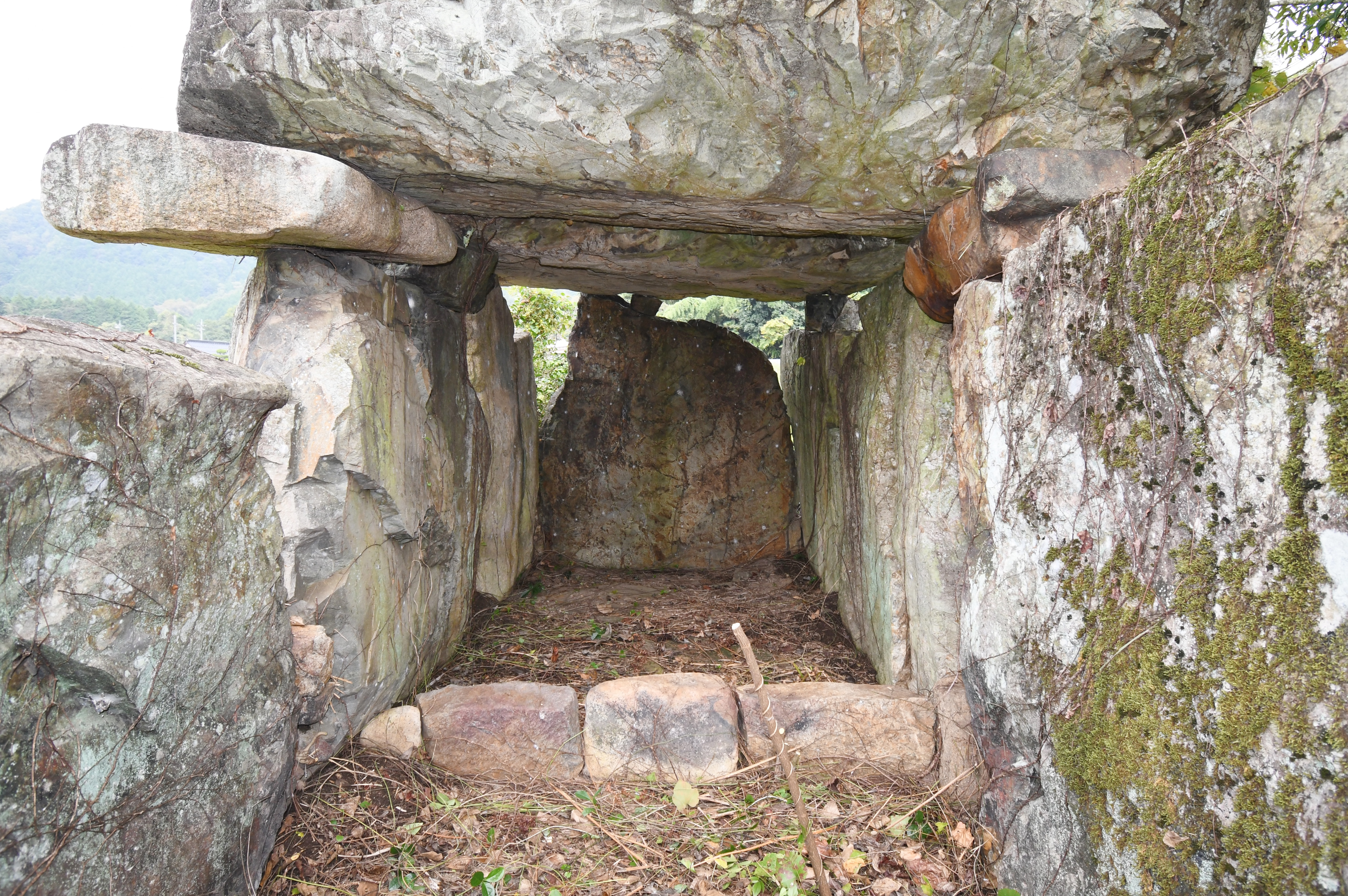
開口部付近（奥壁方向）
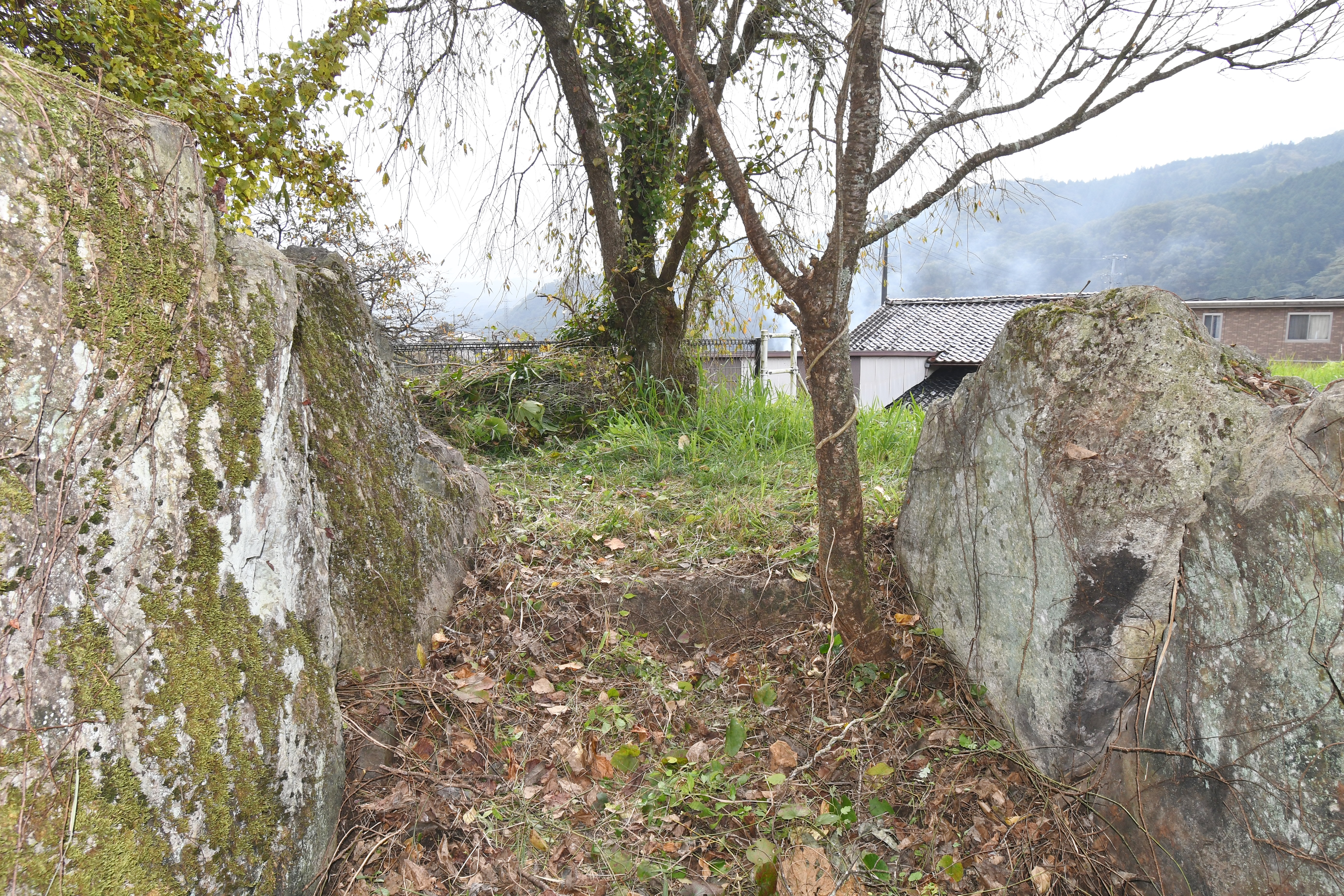
開口部付近（開口部方向）
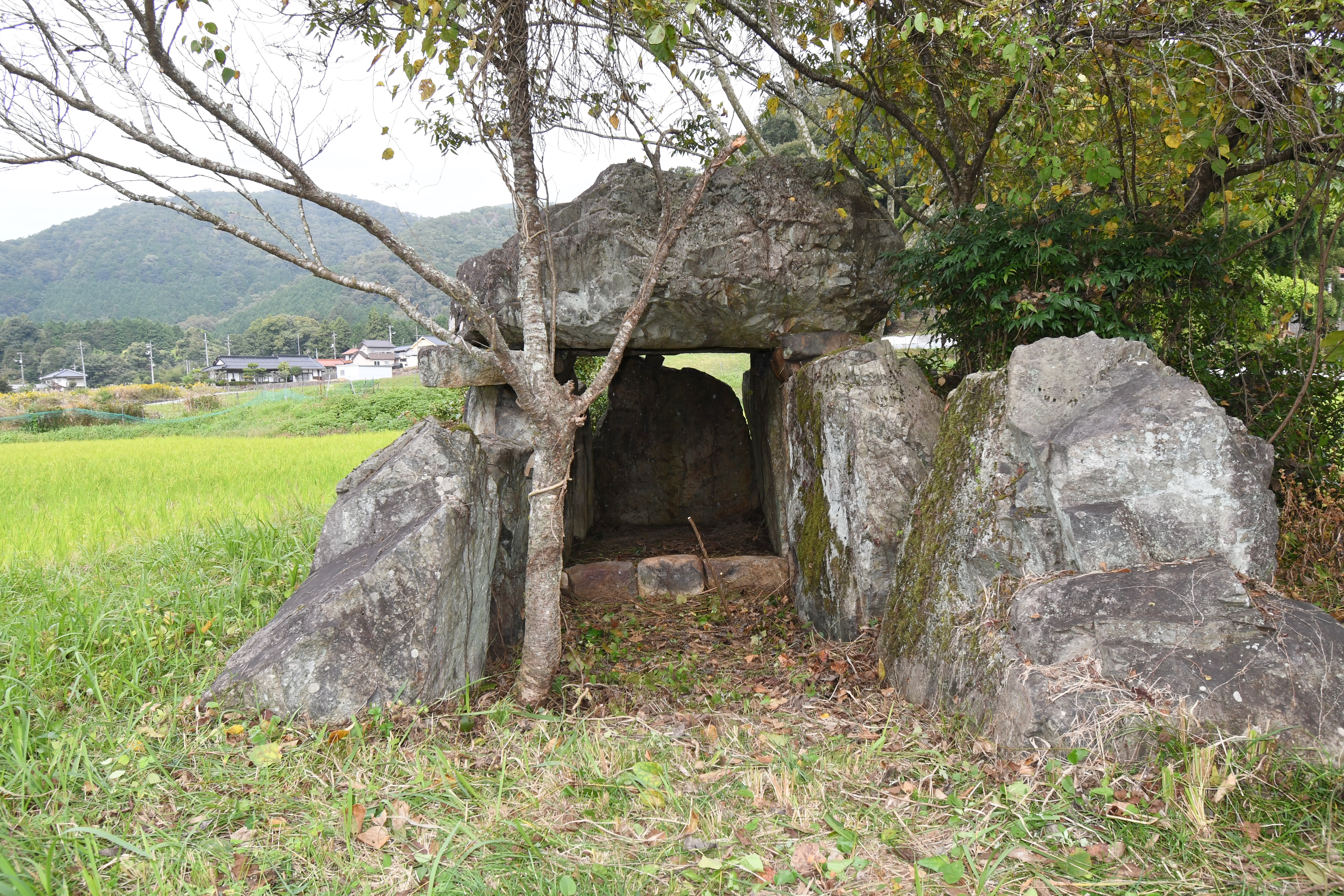
開口部

## 文化財

### 三次市指定文化財
- 史跡
  - 鏡ヶ宿古墳 -  1961年（昭和36年）12月10日指定[3]。